# Andrzej Stelmach (siatkarz)
Andrzej Stelmach (ur. 15 sierpnia 1972 w Strzegomiu) – polski siatkarz i trener siatkarski. Grał na pozycji rozgrywającego. 306-krotny reprezentant Polski w latach 1990–2005, m.in. dwukrotny olimpijczyk (Atlanta 1996, Ateny 2004), uczestnik mistrzostw świata (Japonia 1998), trzykrotny uczestnik mistrzostw Europy (Finlandia 1993, Grecja 1995, Czechy 2001).
W 2013 roku rozpoczął karierę trenerską jako asystent Damiana Dacewicza w klubie MKS Banimex Będzin. W sezonie 2015/2016 był II trenerem BBTS-u Bielsko-Biała w PlusLidze. Od października 2016 do czerwca 2017 był pierwszym szkoleniowcem pierwszoligowej drużyny kobiet AZS KU Politechniki Opolskiej. Od grudnia 2017 roku był trenerem Tauronu Banimex MKS Dąbrowa Górnicza. W latach 2019–2022 trener Częstochowianki Częstochowa.
Jest żonaty, ma córkę i syna Kacpra, który gra na pozycji przyjmującego. Jego starszym bratem jest siatkarz, a obecnie trener siatkarski – Krzysztof Stelmach.

## Sukcesy klubowe
| Klub            | Osiągnięcie                      | Trofeum               | Rok                                                |
| AZS Częstochowa | Mistrzostwo Polski               | złoto · srebro · brąz | 1993, 1994, 1995, 1997 1991, 1992, 2002, 2008 1996 |
| AZS Częstochowa | Puchar Top Teams                 | brąz                  | 2002                                               |
| AZS Częstochowa | Puchar Polski                    | złoto                 | 2008                                               |
| Alpitour Cuneo  | Superpuchar Włoch                | złoto                 | 1999                                               |
| Alpitour Cuneo  | Puchar Europy Zdobywców Pucharów | srebro                | 2000                                               |
| Skra Bełchatów  | Puchar Polski                    | złoto                 | 2005, 2006                                         |
| Skra Bełchatów  | Mistrzostwo Polski               | złoto                 | 2005, 2006                                         |

## Sukcesy reprezentacyjne
Letnia Uniwersjada:
- 1993